# Manohar Aich
Manohar Aich (17 de marzo de 1912–5 de junio de 2016) era un culturista hindú. Fue el segundo hindú (después de Monotosh Roy en 1951) en ganar un Título de Mr. Universo y el primer hindú en ganar ese título tras la independencia. Lo hizo en el NABBA Mr. Universo de 1952. Dada su altura, de sólo metro y medio, fue apodado el "Hércules de bolsillo (Pocket Hercules)".

## Juventud
Desde su niñez, Aich se interesó por deportes de fuerza como el wrestling y la halterofilia. A los 12 años, debido a un ataque repentino de Leishmaniosis visceral, su salud se vio muy deteriorada. 
Recuperó su fortaleza por medio del ejercicio físico. De esta manera, comenzó a realizar ejercicios dentro de la disciplina del culturismo. 
Al tiempo que asistía a clase en la Escuela Jubilee de Daca, solía acudir a hacer ejercicio físico en Ruplal Byayam Samiti en Dhanbad. Comenzó a actuar en el espectáculo llamado Físico y Magia (Physique and Magic)  junto con P. C. Sorcar en Dhanbad. Solía realizar actuaciones en las que doblaba acero con sus dientes o doblaba lanzas con su cuello mientras su vientre descansaba sobre espadas.

## Carrera
Aich se unió a la Real Fuerza Aérea Británica (Royal Air Force, RAF) en 1942 dónde empezó su carrera en el culturismo. Fue introducido el en entrenamiento con pesas por Reub Martin, un agente británico de la RAF. Siendo parte de la RAF, Aich estuvo encarcelado para abofetear un agente británico en protesta por los comentarios del agente a favor de opresión colonial. Durante sus estancia en prisión, Aich comenzó a entrenar intensamente. Le dedicaba al ejercicio físico gran cantidad de horas, por lo que, observando las autoridades carcelarias su dedicación, adaptaron la alimentación que se ofrecía en prisión realizando para él una dieta especial.
En 1950, a la edad de 38 años, Aich ganó el concurso de Mr. Hércules. En 1951 fue segundo en el concurso de Mr. Universo. En 1952 fue primero en la división Pro-Short de la NABBA Mr. Universo. En aquel tiempo, sus medidas eran: bíceps 46 cm., pecho 1.2 m., antebrazo 36 cm. y muñeca 16.5 cm.
En 1991, se presentó a las elecciones por el Partido Popular Indio (BJP por su siglas en inglés), finalizando tercero con 163.000 votos. 
En 2015, el Gobierno del Oeste de Bengala le otorgó el Premio Banga Bibhushan.

## Vida personal
En marzo de 2012, Aich alcanzó los cien años. Al preguntársele por el secreto de tan larga vida, dijo que el secreto para disfrutar de una buena salud era "una dieta sencilla de leche, frutas y vegetales junto con arroz, lentejas y pez".
Le sobrevivieron dos hijos y dos hijas. Sus hijos poseen un gimnasio y un centro de fitness para cuya creación fueron asesorados por Aich.

## Muerte
El 5 de junio de 2016, Manohar Aich murió en Calcuta, a la edad de 104 años.